# Lądowisko Zgierz-Szpital Wojewódzki
Lądowisko Zgierz-Szpital Wojewódzki – lądowisko sanitarne w Zgierzu, w województwie łódzkim, położone przy ul. Parzęczewskiej 35. Przeznaczone jest do wykonywania startów i lądowań śmigłowców sanitarnych i ratowniczych w dzień i w nocy o dopuszczalnej masie startowej do 5700 kg.
Zarządzającym lądowiskiem jest Wojewódzki Szpital Specjalistyczny im. Marii Skłodowskiej – Curie w Zgierzu. W roku 2012 zostało wpisane do ewidencji lądowisk Urzędu Lotnictwa Cywilnego pod numerem 128
Koszt jego budowy wyniósł 1,8 mln zł, z czego 85% stanowiło unijne dofinansowanie.